# 馬爾科·梅奧尼

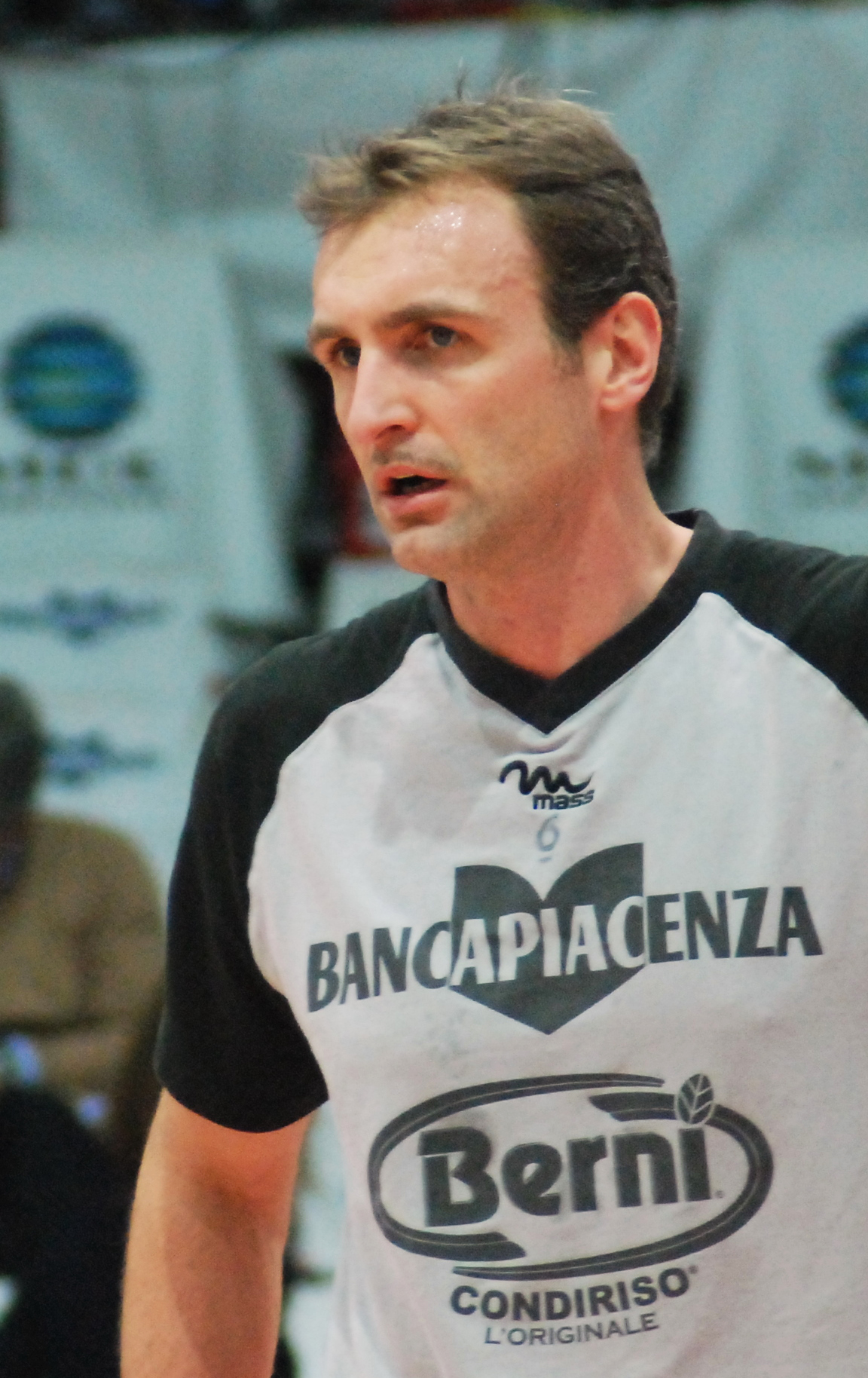
馬爾科·梅奧尼

馬爾科·梅奧尼（義大利語：Marco Meoni；1973年5月25日—），意大利男子排球運動員。他代表意大利國家男子排球隊參賽，在1996年的奧運會上為意大利奪得銀牌。他參加了2008年奧運會的比賽。